# Río Bashkaus

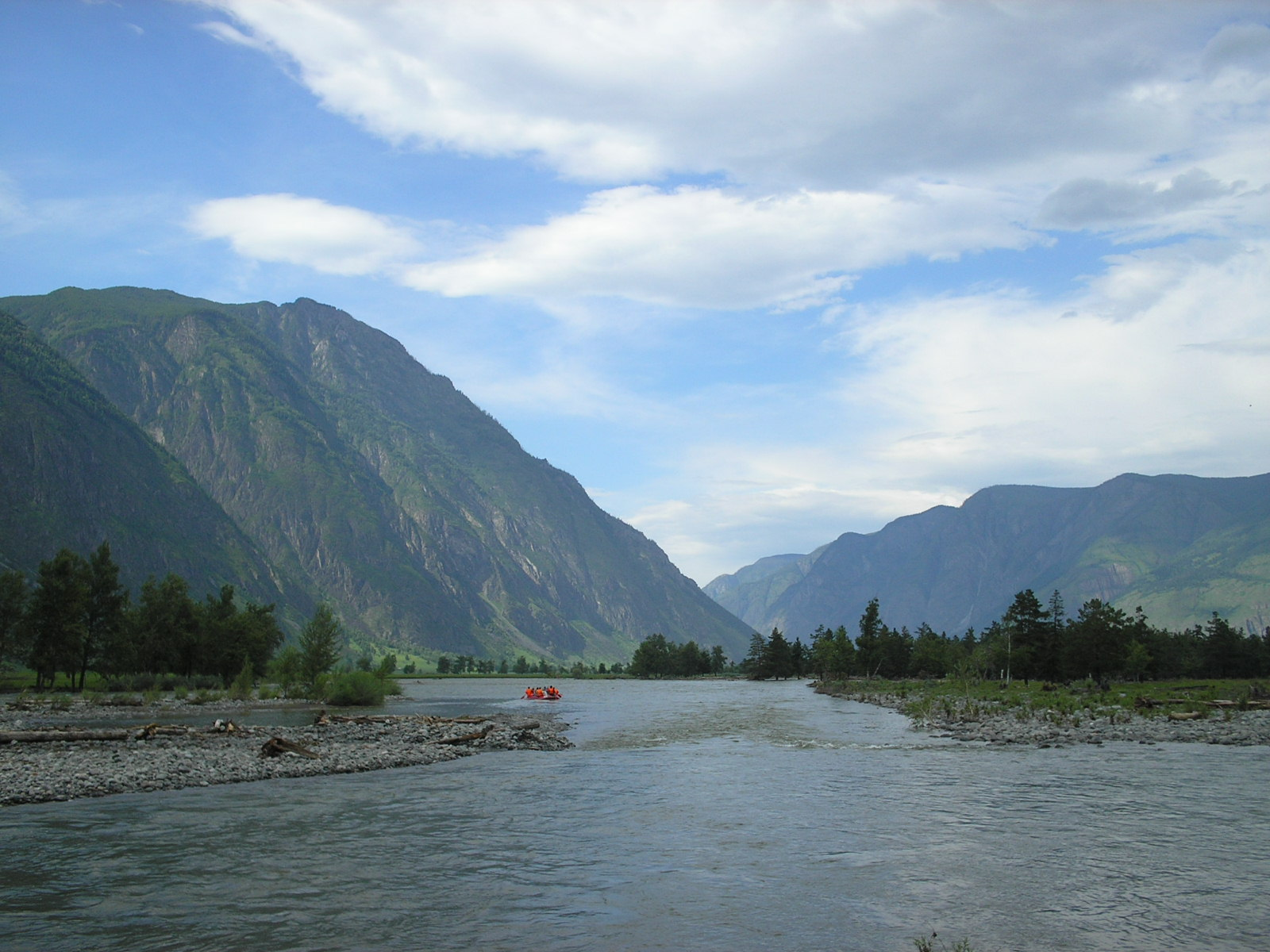
Río Bashkaus en el Raión de Ulagan

El río Bashkaus (ruso: Башкаус) es un río en la república de Altái en Siberia, Rusia. Es un afluente ipor la izquierda del río Chulyshman, que desemboca en el lago Teletskoye (cuenca de Obi). 
El río Bashkaus tiene 219 kilómetros de longitud y su cuenca de drenaje cubre 7.770 kilómetros cuadrados. Nace de un lago de circo glaciar en la parte este de la cordillera de Kuraiskii. En su curso inferior fluye por un estrecho valle, que a menudo se convierte en un cañón rocoso. El caudal medio anual cerca de la aldea de Ust'-Ulagan es de aproximadamente 30 metros cúbicos por segundo (1.100 pies cúbicos).
Está considerado como uno de los ríos más difíciles para el rafting en aguas blancas de la antigua URSS. En Rusia, se le conoce como un río de clase 5, lo que significa que su dificultad técnica, es decir, la dificultad para navegar en balsa o canoa, es alta, mientras que su distancia o distancia de asistencia en caso de que algo salga mal es clase 6 (la escala rusa va de uno a seis.) Por lo tanto, el Bashkaus está clasificado como el segundo río más difícil en la antigua URSS para su descenso en balsa o canoa, detrás del cercano río Chulyshman. El Bashkaus fue reconocido como totalmente navegable en kayak en 1992, por un grupo de Irlanda.